# پوست‌دد

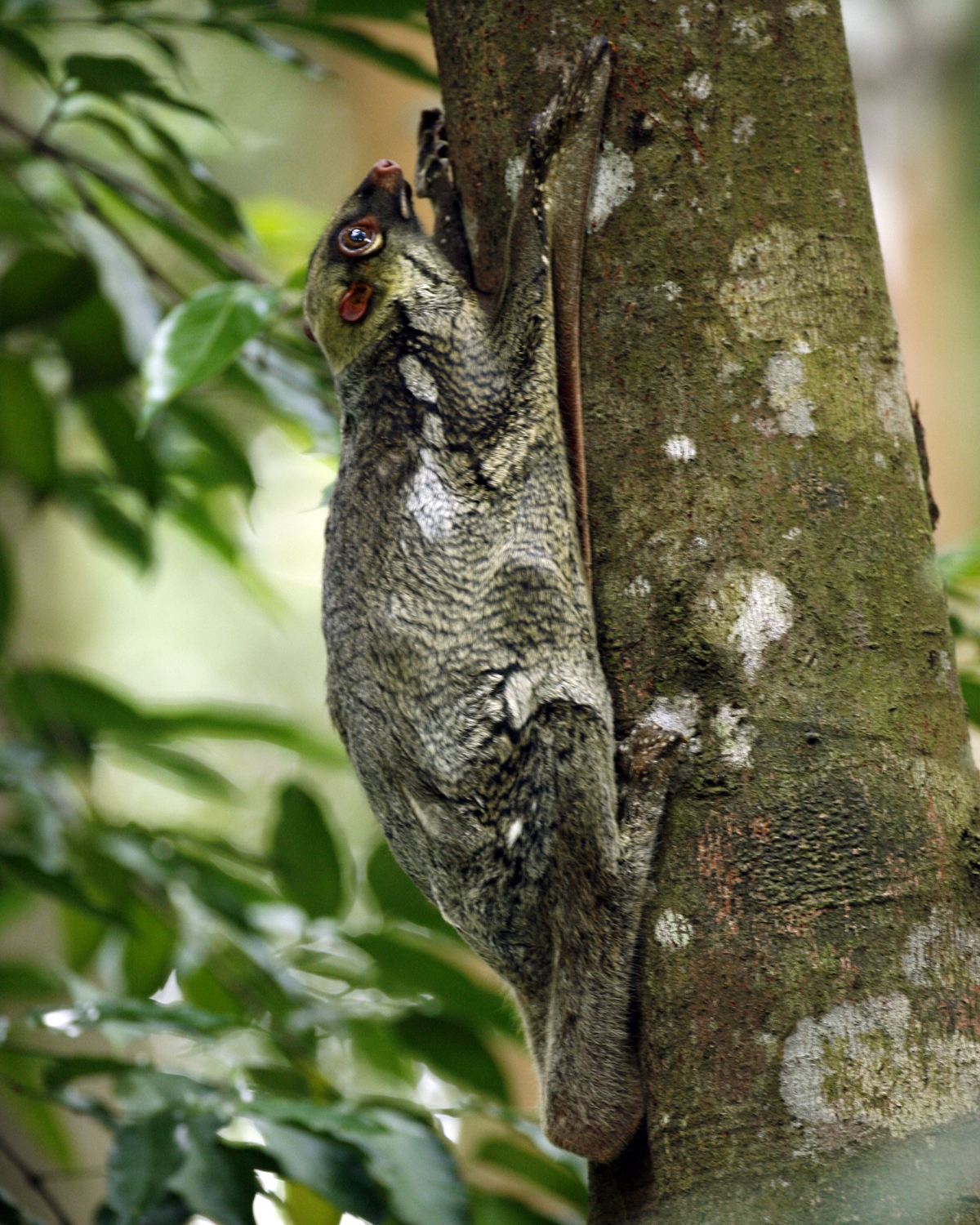
پوست‌دَد

پوست‌دَد (نام علمی: Dermotherium) نام یک سرده از راسته پوست‌گستر است.